# Jan Roos
Jan Roos, né en 1591 à Anvers et mort en 1638 à Gênes est un artiste peintre flamand.

## Biographie
Né à Anvers en 1591, il y fut un élève de Jan de Wael I et de Frans Snyders.
Il part en 1615 en Italie, où il rencontre à Rome un succès avec des peintures animalières.
À partir de 1616, il s'installe définitivement à Gênes. Il influença et eut probablement pour élève G.B. Castiglione, notamment pour son insertion de natures mortes dans les scènes mythologiques, une nouveauté pour la région. Il rencontra également Antoine van Dyck à Gênes, avec lequel il collabora,.

## Galerie

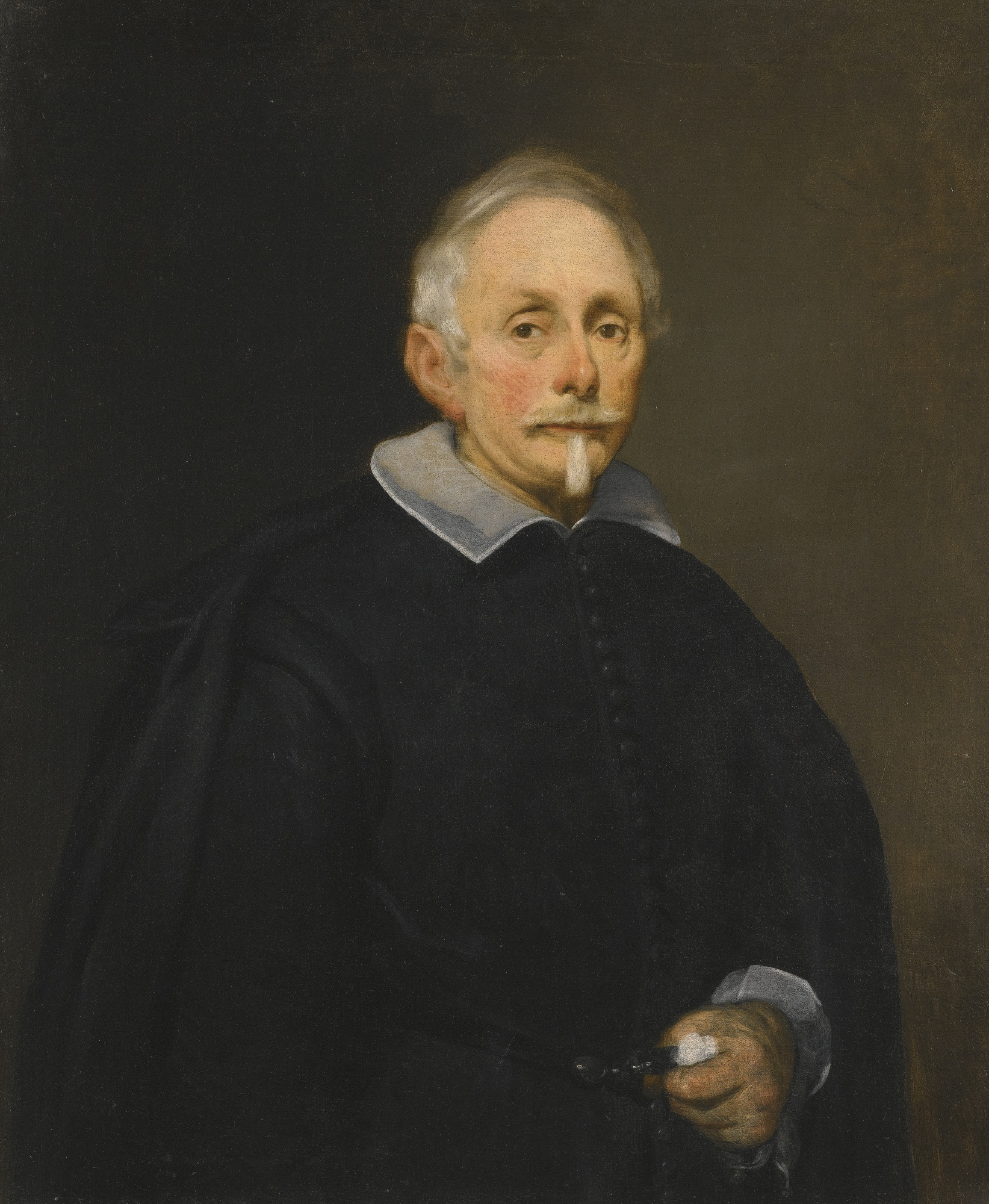
Portrait d'un homme (entre 1610 et 1638)
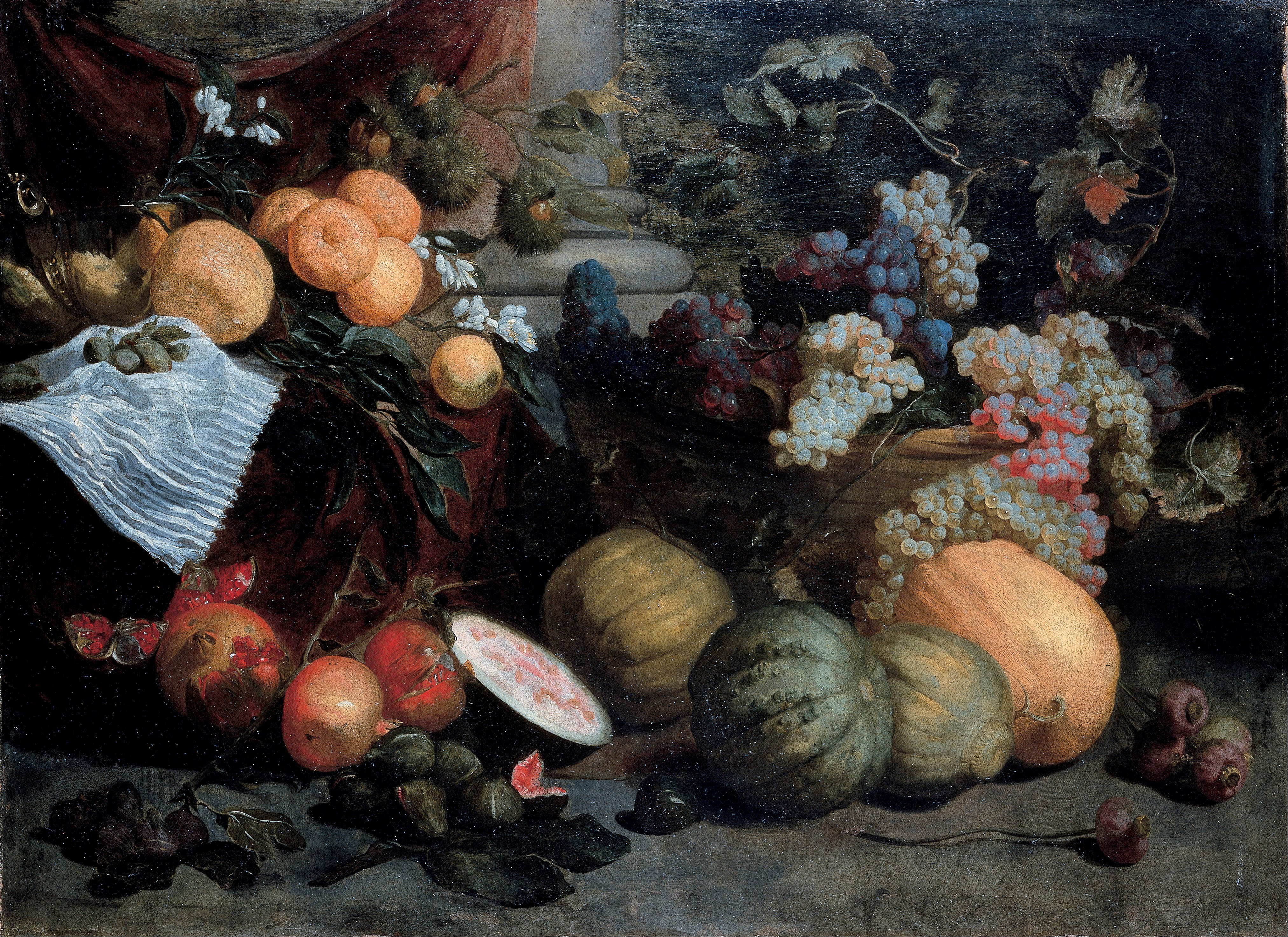
Nature morte, première moitié du XVIIe siècle
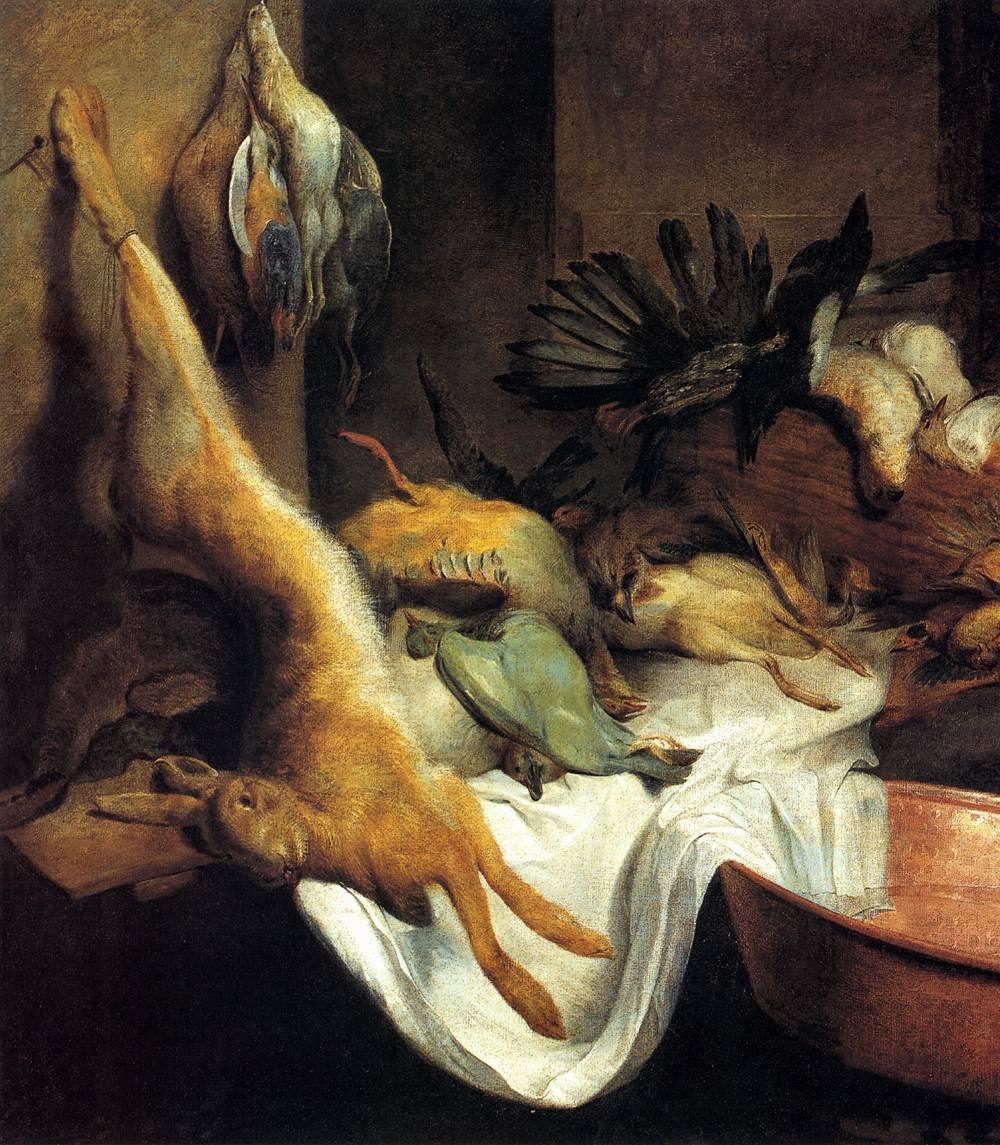
nature morte, années 1620.
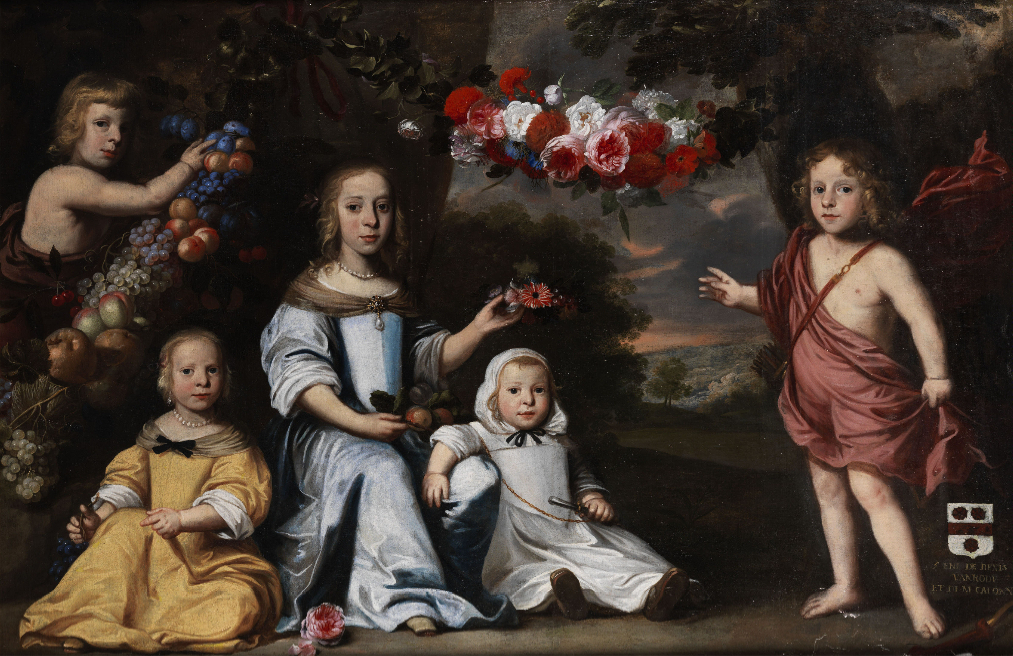
Portrait de groupe d'enfants
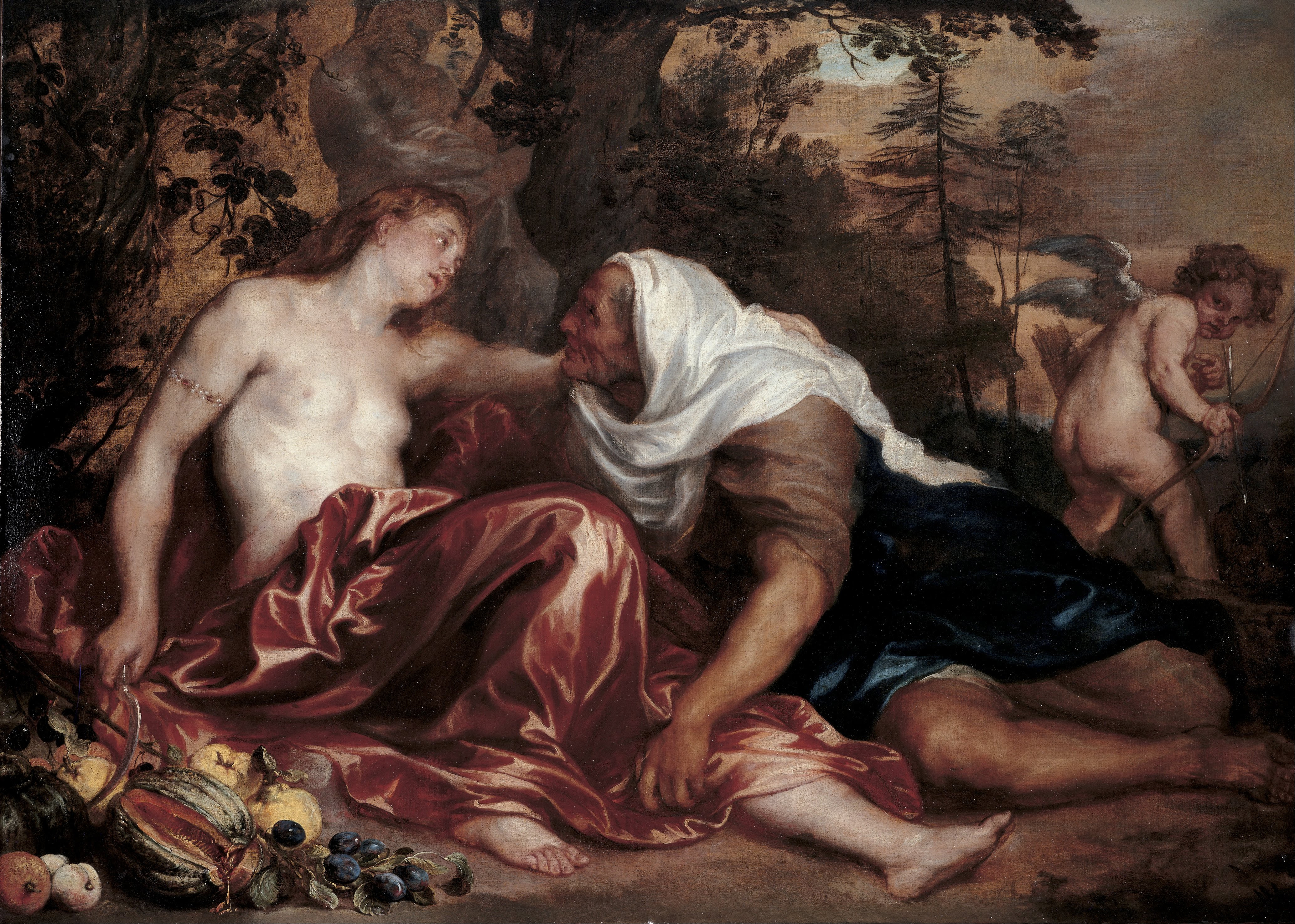
Vertumus et Pomona, crée en collaboration avec Antoine van Dyck